# Tristria guangxiensis
Tristria guangxiensis är en insektsart som beskrevs av Li, Lu, Jiang och Meng 1991. Tristria guangxiensis ingår i släktet Tristria och familjen gräshoppor. Inga underarter finns listade i Catalogue of Life.